# Joachim Grzega

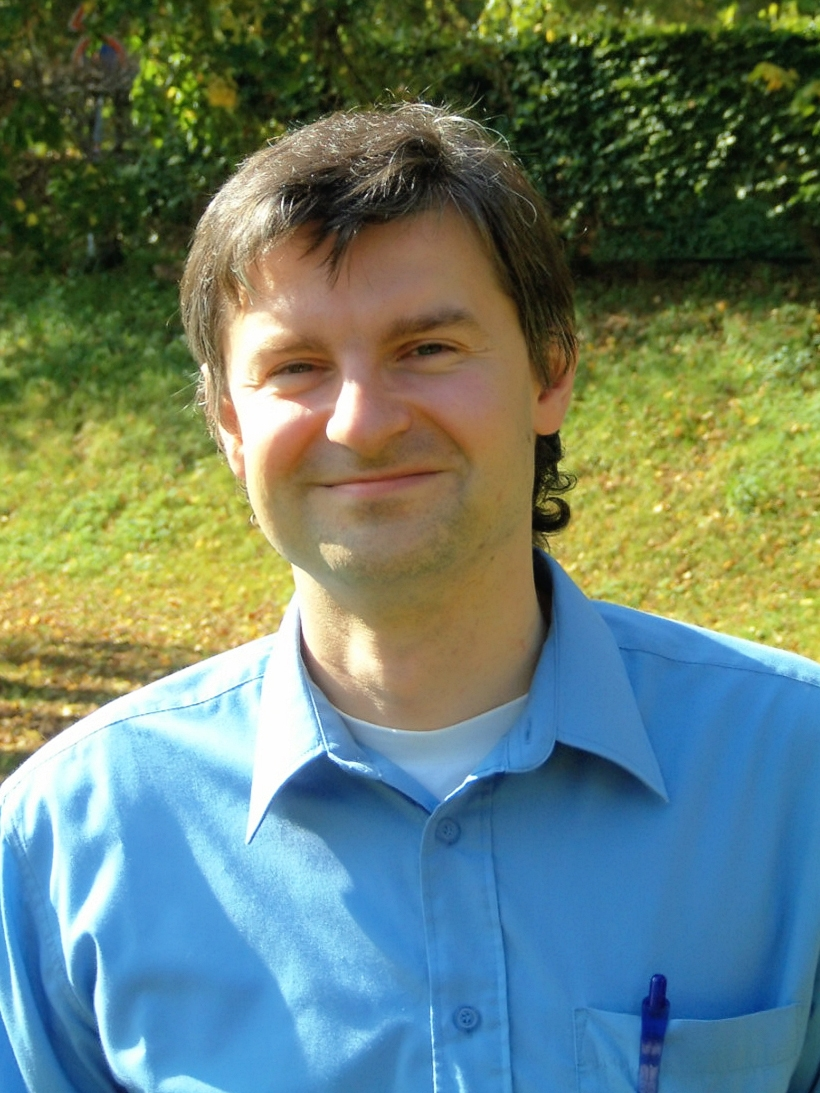
Joachim Grzega (2005)

Joachim Grzega [ˈɡʒeːɡa] (* 9. September 1971 in Treuchtlingen) ist ein deutscher Sprachwissenschaftler und Sprachdidaktiker. 

## Leben
Joachim Grzega wuchs in Treuchtlingen im Landkreis Weißenburg-Gunzenhausen auf, er wohnt dort bis heute. Er studierte Englisch und Französisch in Eichstätt, Salt Lake City, Paris-Sorbonne und Graz. Er lehrt seit 1998 an der Katholischen Universität Eichstätt-Ingolstadt. Grzega wurde 2000 in den Fächern Romanische, Englische und Deutsche Sprachwissenschaft promoviert mit der Dissertation Romania Gallica Cisalpina : etymologisch-geolinguistische Studien zu den oberitalienisch-rätoromanischen Keltizismen. Seine Habilitation erfolgte 2004, seine Ernennung zum außerplanmäßigen Professor 2010. Grzega hatte Professurvertretungen in Münster, Bayreuth, Erfurt und Freiburg sowie eine Gastprofessur in Budapest inne.
Grzegas sprachwissenschaftliche Schwerpunkte sind die Eurolinguistik, der Zusammenhang von Sprache/Denken/Handeln, die Onomasiologie, die Interkulturelle Kommunikation, die Didaktik des Englischen als Lingua Franca, die Sprachdidaktik insbesondere im Sprachanfangsunterricht und die Rolle von Sprache und Kommunikation für den Wissenstransfer sowie den Zusammenhang zwischen Sprache, Denken und Handeln. Er hat ein spezielles System namens Basic Global English für den Englisch-Anfangsunterricht, die Lehrmethode Sprachworkout für den Anfangsunterricht europäischer Fremdsprachen sowie das Modell Sprach-Not-Arzt – Deutsch für Migranten und Flüchtlinge entwickelt. Mit Onomasiology Online hat er eine der ersten begutachteten frei zugänglichen Internet-Zeitschriften der deutschen Linguistik ins Leben gerufen. Seine zweite Zeitschrift ist speziell dem Zweig der Eurolinguistik gewidmet: Journal for EuroLinguistiX. Ein weiteres Arbeitsgebiet Grzegas, das mit der Sprachdidaktik verzahnt ist, ist die Hochschuldidaktik. Auch beteiligt er sich an der Weiterentwicklung des Modells Lernen durch Lehren, das in den 1980er Jahren von Jean-Pol Martin begründet wurde.
Von 2012 bis 2016 war Grzega Leiter des Europäischen Hauses in Pappenheim. Danach wurde er Leiter des Projekts „Innovative Europäische Sprachlehre“ bei der Volkshochschule Donauwörth.

## Veröffentlichungen (Auswahl)

### Bücher
- (ed.) The Routledge Handbook of Eurolinguistics. London: Routledge 2025, ISBN 978-1-032-64765-4.
- Studies in Europragmatics: Some Theoretical Foundations and Practical Implications, Wiesbaden: Harrassowitz 2013. ISBN 978-3-447-06916-8.
- Europas Sprachen und Kulturen im Wandel der Zeit: Eine Entdeckungsreise, Tübingen: Stauffenburg 2012. ISBN 978-3-86057-999-2.
- Bezeichnungswandel: Wie, Warum, Wozu? Ein Beitrag zur englischen und allgemeinen Onomasiologie. Heidelberg: Winter 2004, ISBN 3-8253-5016-9.
- Repetitorium zur englischen Sprachwissenschaft. Heidelberg: Winter 2001, 2., überarbeitete Auflage, ISBN 3-8253-1231-3.
- Romania Gallica Cisalpina. Etymologisch-geolinguistische Studien zu den oberitalienisch-rätoromanischen Keltizismen. Tübingen: Niemeyer 2001, ISBN 3-484-52311-5.

### Sonstige
- Joachim Grzega: "We will abstain from eating any kind of food at the hotel": On Analyzing and Teaching Pragmatic and Other Aspects of English as a Global Language. In: Linguistik Online. Band 70, Nr. 1, 6. Juni 2015, S. 61–110, doi:10.13092/lo.70.1744 (bop.unibe.ch [abgerufen am 13. April 2020]).
- Word-Choice and Economic Performance in European Countries: Methodological Comments and Empirical Results, in: Journal for EuroLinguistiX 11 (2014): 34–43.
- mit Nora Hanusch und Claudia Sand: Qualitative und quantitative Studien zur Sprachworkout-Methode (Language Workout), in: Journal for EuroLinguistiX 11 (2014): 91–164.
- mit Bea Klüsener: Wissenschaftsrhetorik. In: Gert Ueding (Hrsg.): Historisches Wörterbuch der Rhetorik, Bd. 10, 1486–1508. Niemeyer: Tübingen.
- Joachim Grzega: Sinatra, He3nry und andere moderne Enzyklopädisten. Synchron und diachron vergleichende Anmerkungen zur Eigen- und Fremdbenennung von Wikipedia-Autoren. In: Linguistik Online. Band 43, Nr. 3, 1. Juli 2010, S. 45–65, doi:10.13092/lo.43.412 (bop.unibe.ch [abgerufen am 13. April 2020]).